# Ølsemagle Lyng
Ølsemagle Lyng også kaldet Lynghuse er den nordligste bydel i Køge på Østsjælland beliggende i Ølsemagle Sogn. Køge Nord Station vil ligge her.
|  | Denne artikel om lokaliteten Ølsemagle Lyng kan blive bedre, hvis der indsættes et (bedre) billede. Du kan hjælpe ved at afsøge Wikimedia Commons for et passende billede eller lægge et op på Wikimedia Commons med en af de tilladte licenser og indsætte det i artiklen. |

55°30′0.19″N 12°10′5.27″Ø / 55.5000528°N 12.1681306°Ø